# 日刊上越新聞
『日刊上越新聞』（にっかんじょうえつしんぶん）は、かつて有限会社日刊上越新聞社が刊行していた、新潟県上越市の地域紙。1980年4月に、非日刊の無代紙として創刊され、同年中に有料化、日刊化を果たした。その後、十年ほどの間、日刊（週6回刊）での発行が継続されたが、1990年8月末で発行を止め、別会社が新たに創刊した『上越タイムス』に事業が継承された。

## 沿革
1980年4月20日付で創刊号が無料配布され、しばらくの間は週刊、やがて週2-3回刊程度の頻度で刊行された。非日刊であった当時から、紙名には「日刊」が謳われ、題字の上部欄外には「月曜日休刊」と記されていた。6月18日付から、題字は『上越新聞』となり、題字下の発行所の表示も「上越新聞社」となったが、正式な社名は変わらず、その後の社告などでも「日刊上越新聞社」が用いられた。7月からは、週3-5回刊として有料化された。11月1日には「きょうから日刊へ移行」とする社告が出され、日刊化（週6回刊）された。
日刊化して以降も、経営上の困難な状態が続く中、2,000部から3,000部程度の部数で発行を続けた。
1990年8月31日で廃刊となり、翌日から新聞の発行権を買い受けた別会社である株式会社上越タイムス社による『上越タイムス』が、『日刊上越新聞』の号数を通算して継承する形で新たに創刊された。